# Mr. Tambourine Man
(Bob Dylan, Mr. Tambourine Man, 1964)
Mr. Tambourine Man è una canzone folk scritta da Bob Dylan nel 1964 e inclusa nel suo quinto album Bringing It All Back Home. È considerato uno dei brani fondamentali della musica rock degli anni sessanta.
Nello stesso anno in cui fu pubblicata, la canzone fu portata al successo raggiungendo la prima posizione nella Billboard Hot 100 e nella Official Singles Chart per due settimane, in una originale versione a tempo di folk-rock, dal gruppo dei Byrds che, dopo la distribuzione in singolo a 45 giri, la inserirono nel loro primo long playing, integrato con altri motivi dello stesso Dylan (All I Really Want to Do, Spanish Harlem Incident e Chimes Of Freedom).
La canzone decretò, al contempo, il successo presso il grande pubblico tanto per Bob Dylan quanto per il gruppo californiano che, per l'incisione della propria versione del brano, si sarebbe peraltro avvalso non degli elementi della formazione originaria al completo ma di un gruppo di sessionman professionalmente collaudati - fra cui Leon Russell e Hal Blaine - e ritenuti più affidabili sul piano puramente tecnico.
Il motivo figura nella lista delle 500 migliori canzoni secondo Rolling Stone e, nella versione contenuta nell'album dei Byrds, in quella dei 500 migliori album, sempre secondo la rivista Rolling Stone.

## Testo e musica mercuriali
Mr. Tambourine Man è considerato uno dei brani più importanti della produzione dylaniana, sia sul piano musicale che su quello della pura poeticità visionaria.
Dylan lo scrisse all'età di ventiquattro anni ispirandosi - pare - alla scuola dei poeti maudit francesi. Probabilmente a questo e ad alcuni motivi coevi (es.: Visions of Johanna, Desolation Row, Subterranean Homesick Blues, Sad Eyed Lady of the Lowlands, dedicata alla moglie Sara) il cantante-menestrello ha inteso riferirsi quando ha affermato, in interviste, di aver sempre voluto dare ai testi e alla musica delle sue canzoni delle profondità mercuriali.
Il ritmo di Mr. Tambourine Man - nella versione originale acustica - si snoda su un suono di piana ballata a più strofe che, nella versione rock dei Byrds, risulta assai irrobustita dalla potente sezione ritmica scandita da un basso elettrico sovradimensionato nello spettro sonoro e dal caratteristico jingle jangle della chitarra folk a dodici corde Rickenbacker suonata da Roger Jim McGuinn.
Rispetto a quella ufficiale poi incisa su disco dalla Columbia, due precedenti registrazioni di Mr. Tambourine Man furono effettuate da Bob Dylan: una live alla Avery Fisher Philharmonic Hall di New York il 31 ottobre 1964; l'altra in studio, con interventi in backing vocals del folk-singer Jack Elliott, durante le sedute di registrazione di Another Side of Bob Dylan, l'album che precedette l'uscita di Bringing It All Back Home.
Queste registrazioni sono state immesse in commercio negli anni duemila inserite rispettivamente in The Bootleg Series Vol. 6: Bob Dylan Live 1964, Concert at Philharmonic Hall (2004) e The Bootleg Series Vol. 7: No Direction Home (2005).
Sul piano strutturale, la canzone è valutata dai critici di assoluta novità ed importanza - ovviamente considerando l'epoca in cui fu scritta - soprattutto per la peculiarità di aprirsi con un'iterazione del coro anziché seguire l'organizzazione musicale tipica delle canzoni pop, fino ad allora abitualmente precedute da un riff strumentale teso ad introdurre il canto.
Molte sono le teorie sviluppate attorno al significato testuale del brano, a molti apparso - specie alla prima pubblicazione - di contenuto enigmatico, quasi esoterico.

Secondo una fra le tante esegesi che ne sono state fatte, la canzone potrebbe alludere al presunto uso di anfetamine ed LSD che Dylan avrebbe fatto nel periodo iniziale della sua carriera (questa ipotesi - si veda la nota a fondo pagina - sarebbe avvalorata dall'accentuazione, e il contesto, del termine trip, viaggio).
Mr. Tambourine Man è stata una delle tre canzoni - con Walk This Way, nelle versioni di Aerosmith e Run-DMC con Perry and Tyler, e Blue Suede Shoes sia di Carl Perkins che di Elvis Presley - a piazzarsi in più versioni nelle classifiche delle più belle canzoni di sempre stilate dalla rivista Rolling Stone.
La canzone si apre con una esortazione: quella del vagabondo (l'hobo:"HOmeless BOund, ossia senza tetto) protagonista del brano rivolto ad un fantomatico tamburino: dovrà suonare una canzone per lui mentre la notte sta per terminare avviandosi verso il mattino tintinnante (jingle-jangle morning).
Fra sogno e pura fantasia il brano si dipana nelle quattro strofe centrali con immagini cariche di suggestione poetica e versi sottilmente esoterici. Solo nell'ultima strofa forse troverà soluzione il disagio del protagonista del brano (Fammi dimenticare [il dolore del]l'oggi fino a domani, Let me forget about today until tomorrow; nota: il termine tomorrow viene fatto rimare con sorrow, dolore).
Il leitmotiv della strofa iniziale chiude, ciclicamente, la canzone il cui valore formale va oltre al sorprendente esito (almeno stando a buona parte della critica) dell'originale commistione fra testo scritto e parola cantata.
Per il lancio della canzone - che non mancò di suscitare polemiche per il suo testo, nel quale alcuni ravvisarono un possibile invito all'uso di sostanze stupefacenti - i rotocalchi musicali dell'epoca organizzarono servizi fotografici e interviste ad un Dylan ormai immerso in un aplomb amletico che lo fissa nelle istantanee in pose pensierose e immerso fra le brume dei docks del porto di New York.

Di lì a breve sarebbe partito per la sua prima grande tournée in Europa che prevedeva tappe in Danimarca, Francia e Regno Unito.

## Cover d'autore
Bruce Langhorne, uno dei maggiori chitarristi che facevano parte dell'entourage del Greenwich Village, potrebbe essere stato l'ispiratore di questa canzone. Al tempo era, infatti, un abile suonatore del cosiddetto Turkish tambouriner.
Langhorne è accreditato fra i musicisti che suonarono per la versione da includere nell'album Bringing It All Back Home: sulla versione master si ascolta Dylan cantare accompagnandosi con una steel guitar mentre in sottofondo si odono le note di una chitarra elettrica, presumibilmente suonata da Langhorne.
Va detto che lo stesso Langhorne registrò la canzone usando il Turkish tambourine in una versione con Richard Fariña e Mimi Fariña.

### Altre cover
Il brano è stato spesso eseguito da Dylan durante i suoi concerti (alcuni dei quali rimasti impressi su vinile o pellicola cinematografica, come quelli delle performance al Budokan di Tokyo o al Concerto per il Bangladesh di New York, nel 1972) e, oltre a quella dei Byrds, ha avuto numerose altre cover ed è servita come titolo per il film biografico su Jason Becker.
Anche diverse band di musica indie (fra cui il gruppo di Cincinnati Nevada Smith), hanno inciso proprie cover del brano, il cui testo è stato recitato da William Shatner nel suo album del 1968 The Transformed Man.
Fra le altre versioni degne di menzione vi sono, oltre la succitata in versione folk-rock dei Byrds, quella - classica - di Judy Collins, contenuta nell'album del 1965 Judy Collins' Fifth Album, e quella più recente eseguita dal vivo nella versione bilingue in lingua russa e in lingua inglese dalla cantante folk Olga Arefieva con il titolo Mister Beliyj Grib
L'artista ed esperto di arti marziali Genki Sudo ha dato della ballata dylaniana una propria personale versione in lingua giapponese titolandola ACIDMAN e includendola nel suo CD singolo Love and Everything (dall'originale è mantenuto in lingua inglese solo il leit-motiv Hey, Mr. Tambourine Man, play a song for me).
Merita inoltre una citazione la versione incisa dal celebre DJ francese Bob Sinclar e inclusa nell'album dell'artista transalpino Born in 69, pubblicato nel 2009. Il brano è interpretato dal cantante Ryan Scott e dal gruppo Hard Boys. L'esecuzione si discosta in maniera importante da quella dylaniana, soprattutto nelle sonorità, tipicamente elettroniche, ma caratterizzate comunque da una chitarra acustica, marchio di fabbrica delle hit di Sinclar. Tuttavia è bene sottolineare come non si tratti di una versione dance o di un remix, ma di un esemplare riarrangiamento in chiave moderna, a testimonianza della polivalenza musicale del produttore di Love Generation.
Nel 2019 Gian Pieretti ne ha realizzato una versione in italiano nel suo album Nobel, dedicato a cover di Dylan, intitolata Mr. Tamburino .

## Intorno a "Mr Tambourine Man"
- La parola tambourine è anche il nome di una marca di sigarette in voga negli USA al tempo in cui la canzone fu scritta. Ma, nello slang newyorkese, significava allo stesso tempo lo spacciatore di stupefacenti, nello specifico marijuana. Dylan ha sempre negato di aver inteso attribuire questi significati al titolo e al testo del suo brano, preferendo fornire al contempo una spiegazione in chiave metaforica, quella secondo cui il tambourine man in questione è semplicemente colui che aiuta chi desidera sfuggire da una dolorosa realtà.
- In contrapposizione con questa affermazione di Dylan vi è una dichiarazione di un suo ex manager italiano. In un'intervista, costui ha affermato di aver visto Dylan mentre parlava con alcuni suoi fan, i quali non lo avevano riconosciuto, qualche secondo prima di tenere un concerto in Italia dietro il palco. Essi si stavano interrogando proprio sul significato della canzone, quando Dylan avrebbe detto:

Detto questo Dylan sarebbe salito sul palco, lasciandosi dietro i poveri ragazzi ancora di stucco per aver scoperto l'identità dell'interlocutore e per la sua affermazione. Non si conoscono reazioni del cantante per questa intervista.
- Nel film del 1995 Dangerous Minds viene ipotizzato che la canzone possa trattare di un viaggio ipnotico dovuto a sostanze stupefacenti e che lo stesso Dylan abbia ammesso di essere stato ispirato dalla figura di un musicista che suonava un tamburino ma ugualmente influenzato da un viaggio che egli fece da Los Angeles a New York (durante il quale avrebbe trasferito da un ufficio postale all'altro lungo il tragitto partite di marijuana in maniera che non potesse essere sorpreso in possesso di sostanze stupefacenti).
- Il giornalista Hunter S. Thompson chiese che al suo funerale venisse suonata Mr. Tambourine Man, dedicando al contempo al suo autore il libro Fear and Loathing in Las Vegas (Paura e disgusto a Las Vegas).
- "Mr Tamburine Man", ossia "Signor Tamburino" nella lingua italiana, viene citato nella canzone de Le Orme Fine di un viaggio contenuta nell'album Florian del 1979 ed anche nella celebre canzone di Franco Battiato Bandiera bianca nell'album La voce del padrone del 1981: «Mr. Tamburino non ho voglia di scherzare, rimettiamoci la maglia, i tempi stanno per cambiare».
- Laurent Voulzy citò il verso principale nel suo singolo Rockollection del 1977, canzone-omaggio a vari gruppi e cantanti storici.